# Festiwal Filmu Polskiego w Ameryce
Festiwal Filmu Polskiego w Ameryce (ang. Polish Film Festival in America, skr. PFFA) – doroczny festiwal filmowy organizowany w Chicago od 1989 roku, którego celem jest promocja polskiego kina na kontynencie północnoamerykańskim.
Na festiwalu co roku prezentowanych jest ponad 70 filmów fabularnych, dokumentalnych i krótkometrażowych, a liczba uczestników sięga 35 tysięcy. Wydarzenie jest przez wielu uważane za najobszerniejszy przegląd polskiego kina na świecie „The New York Times” określił PFFA jako jeden z pięciu najważniejszych festiwali kina europejskiego w Ameryce Północnej, a „The Chicago Tribune” nazwał wydarzenie historią chicagowskiego sukcesu.
Głównym organizatorem festiwalu jest Towarzystwo Sztuki (The Society for Arts), którego celem jest popularyzacja sztuki europejskiej w Stanach Zjednoczonych, organizację wspiera m.in. Polski Instytut Sztuki Filmowej oraz Narodowy Instytut Audiowizualny.
Festiwal ma charakter niekonkursowy, a dwa główne wyróżnienia to Nagroda Złotych Zębów przyznawana najciekawszemu filmowi fabularnemu i dokumentalnego oraz Nagroda Skrzydeł dla polskich artystów za całokształt dokonań w dziedzinie sztuki filmowej poza Polską.

## Nagrodzeni

### „Złote Zęby”

#### Film fabularny
- 1994 - Jancio Wodnik, reż. Jan Jakub Kolski

- 1995 -  Młode wilki, reż. Jarosław Żamojda

- 1996 - Tato, reż. Maciej Ślesicki

- 1997 - Historie miłosne, reż. Jerzy Stuhr

- 1998 - U Pana Boga za piecem, reż. Jacek Bromski

- 1999 - Ogniem i mieczem, reż. Jerzy Hoffman

- 2000 - Życie jako śmiertelna choroba przenoszona drogą płciową, reż. Krzysztof Zanussi

- 2001 - Quo Vadis, reż. Jerzy Kawalerowicz

- 2002 - Anioł w Krakowie, reż. Artur „Baron” Więcek

- 2003 - Stara Baśń. Kiedy Słońce było Bogiem, reż. Jerzy Hoffman

- 2004 - Vinci, reż. Juliusz Machulski

- 2005 - Mój Nikifor, reż. Krzysztof Krauze

- 2006 - Jasminum, reż. Jan Jakub Kolski

- 2007 - Bezmiar Sprawiedliwości, reż. Wiesław Saniewski

- 2008 - Boisko Bezdomnych, reż. Kasia Adamik

- 2009 - Jeszcze nie wieczór, reż. Jacek Bławut

- 2010 - Różyczka, reż. Jan Kidawa-Błoński

- 2011 - W Ciemności, reż. Agnieszka Holland

- 2012 - Mój Rower, reż. Piotr Trzaskalski

- 2013 - Chce się żyć, reż. Maciej Pieprzyca

- 2014 - Bogowie, reż. Łukasz Palkowski

#### Film dokumentalny
- 2006 - Jak to się robi, reż. Marcel Łoziński

- 2007 - Pierwszy dzień, reż. Marcin Sauter

- 2008 - Po-lin, reż. Jolanta Dylewska

- 2009 - Królik po Berlińsku, reż. Bartek Konopka

- 2010 - Bad Boys. Cela 425, reż. Janusz Mrozowski

- 2011 - Cudze listy, reż. Maciej Drygas

- 2012 - Argentyńska Lekcja, reż. Wojciech Staroń

- 2013 - Uwikłani, reż. Lidia Duda

- 2014 - Powstanie Warszawskie, Jan Komasa

### „Skrzydła”
- 1997 - Agnieszka Holland, reżyser i scenarzysta

- 1998 - Wojciech Kilar, kompozytor

- 1999 - Roman Polański, reżyser, scenarzysta i aktor

- 2000 - Andrzej Seweryn, aktor

- 2001 - Jan Lenica, reżyser filmu animowanego i Janusz Kamiński, operator i reżyser

- 2002 - Jan A.P. Kaczmarek, kompozytor

- 2003 - Andres Bukowiński, reżyser

- 2005 - Paweł Edelman, operator

- 2006 - Sławomir Idziak, operator

- 2007 - Allan Starski, scenograf

- 2008 - Stefan Kudelski, konstruktor

- 2009 - Dariusz Wolski, operator

- 2010 - Waldemar Pokromski, artysta charakteryzacji filmowej

- 2011 - Andrzej Bartkowiak, operator, reżyser

- 2012 - Paweł Pawlikowski, reżyser

- 2013 - Andrzej Wajda, reżyser

- 2014 - Peter Fudakowski, reżyser, producent

### „Złota Ciupaga”
- 2006 - Richard Pena, kurator, promotor kina

- 2007 - Milos Stehlik, promotor kina polskiego

- 2009 - Piers Handling, promotor kina polskiego

- 2010 - Roger Ebert, krytyk filmowy

- 2011 - Michael Wilmington, krytyk filmowy

- 2011 - Zbigniew Banaś, krytyk filmowy

- 2014 - Ron Henderson

### „Nagroda Anioła”
- 2006 - Stanley Stawski, mecenas kina polskiego

- 2009 - James Bond, konstruktor, ofiarodawca